# Josep Viñas i Peitiví
Josep Viñas i Peitiví   (Maçanet de Cabrenys, 23 de febrer de 1934 - Girona, 4 d'agost de 1986) fou un futbolista català de la dècada de 1950.

## Trajectòria
Destacà a les files del Girona FC, on jugà entre 1952 i 1961, de les quals tres temporades foren a Segona Divisió. El mes de maig de 1961 fou fitxat pel RCD Espanyol, club amb el qual jugà diversos partits de copa aquesta mateixa temporada (1960-61). La següent temporada jugà set partits de lliga a Primera. Posteriorment fou jugador del CF Badalona, on tornà a jugar a Segona Divisió, i del Calella CF.